# ميك لالي
ميك لالي (بالأيرلندية: Micheál Ó Maolallaí) (و. 1945 – 2010 م) هو مدرس، وممثل مسرحي، وممثل أفلام أيرلندي، توفي في دبلن، عن عمر يناهز 65 عاماً، بسبب نفاخ رئوي.

## التعليم
تعلم في St Mary's College, Galway ‏، وUniversity of Galway ‏.

## وصلات خارجية
- ميك لالي على موقع IMDb (الإنجليزية)
- ميك لالي على موقع ألو سيني (الفرنسية)
- ميك لالي على موقع أول موفي (الإنجليزية)
- ميك لالي على موقع قاعدة بيانات الأفلام السويدية (السويدية)
- ميك لالي على موقع قاعدة بيانات الفيلم (الإنجليزية)
- ميك لالي على موقع كينوبويسك (الروسية)